# محمد کامارا (بازیکن فوتبال، زاده ۱۹۸۹)
محمد کامارا (انگلیسی: Mohamed Camara؛ زادهٔ ۶ آوریل ۱۹۸۹) بازیکن فوتبال اهل گینه است.
وی همچنین در تیم ملی فوتبال گینه بازی کرده است.